# Strandvejskvarteret
Strandvejskvarteret (også kaldet Komponistkvarteret og Komponistbyen) består af 393 byggeforeningshuse på et areal på cirka 70.000 m², umiddelbart vest for Svanemøllen Station på Ydre Østerbro i København.
Kvarteret blev opført i perioden 1893 til 1903 som trefamilieshuse og er bygget op omkring en central plads med mindesten fra 1916 for bebyggelsens fædre; Frederik Ferdinand Ulrich og Moses Melchior. Husene er tegnet af Frederik Bøttger for Arbejdernes Byggeforening. Den oprindelige pris for et af de 393 huse i Strandvejskvarteret lå på omtrent 8.200 kr., svarende til ca. 515.000 kr. i 2009-priser. I de fleste huse boede der en familie på hver af de tre etager, og selv om husene er større, end de ser ud udefra, var der ikke mere end 48 m² til hver familie. 
Kvarteret tager navn efter Strandvejen, selv om den begynder et stykke nord for bebyggelsen. Det skyldes, at da den nuværende Østerbrogade hed Strandvejen allerede fra Jagtvej og ikke som nu fra Svanemøllebroen, da husene blev opført (og frem til 1943). Størstedelen af vejene i kvarteret er navngivet efter komponister; derfor kaldes kvarteret også komponistkvarteret. Egentlig er det kun de nord-syd-gående gader, der har komponistnavne, idet de øst-vest-gående gader Landskronagade og Kildevældsgade tydeligvis har fået deres navne på anden måde.
Kvarteret afgrænses mod øst af Hornemansgade (mellem Edvard Griegs Gade og Kildevældsgade) og Østerbrogade (mellem Kildevældsgade og Hornemansgades udløb), mod vest af H.C. Lumbyes Gade (plus en husrække), mod nord af Berggreensgade (plus en husrække) og mod syd af Landskronagade.

## Gaderne
- H.C Lumbyes Gade – opkaldt efter komponisten  Hans Christian Lumbye
- Heisesgade – opkaldt efter komponisten Peter Arnold Heise
- Kuhlausgade – opkaldt efter komponisten Friedrich Daniel Frederik Rudolph Kuhlau
- Niels W. Gades Gade – opkaldt efter komponisten Niels Wilhelm Gade
- Weysesgade – opkaldt efter komponisten Christoph Ernst Friedrich Weyse
- Hornemansgade – opkaldt efter komponisten Johan Ole Emil Horneman
- Berggreensgade – opkaldt efter komponisten Andreas Peter Berggreen
- Landskronagade  – opkaldt efter den svenske by Landskrona
- Kildevældsgade – opkaldt efter landstedet Kildevæld, der lå på hjørnet af Kildevældsgade og Østerbrogade. Det blev opført i 1743 og revet ned i 1930.

## Kendte beboere
- Helle Thorning-Schmidt boede i Kuhlausgade 40
- Sophus "Krølben" Nielsen  boede i Weysesgade 39
- Jens Henrik Højbjerg boede i Berggreensgade 29.